# Lotononis pottiae
Lotononis pottiae är en ärtväxtart som beskrevs av Burtt Davy. Lotononis pottiae ingår i släktet Lotononis och familjen ärtväxter. Inga underarter finns listade i Catalogue of Life.